# Sonerila plagiocardia
Sonerila plagiocardia är en tvåhjärtbladig växtart som beskrevs av Friedrich Ludwig Diels. Sonerila plagiocardia ingår i släktet Sonerila och familjen Melastomataceae. Inga underarter finns listade i Catalogue of Life.